# Číčov (okres Komárno)
Číčov (maďarsky Csicsó, [’tʃitʃoː]) je obec v okrese Komárno v Nitranském kraji na jihozápadě Slovenska, v chráněné krajinné oblasti Dunajské luhy. Žije v ní přibližně 1 200 obyvatel. První písemná zmínka o vesnici je z roku 1172. Ve vsi stojí římskokatolický kostel Panny Marie Nanebevzaté z roku 1660. V obci je základní škola s mateřskou školou Sámuela Gáspára s vyučovacím jazykem maďarským. Ve správním území obce leží chráněný areál Číčovský park a zasahuje do něj část národní přírodní rezervace Číčovské mŕtve rameno.